# CD+G
CD+Gとは、オーディオデータと並行して、対応機器で再生可能な低解像度のグラフィックを提供する規格。CD-GやCD+Graphicsとも。1985年にRed Bookに規定されたCDの規格の一つである。CD+Gディスクはカラオケ機器で使われ、楽曲の歌詞を画面に表示させる為に活用されることが多かった。
カラオケ専用機器に加えて、CD+GフォーマットのCDを再生可能な民生機器としては、NECのCD-ROM²（PCエンジン用CD-ROMドライブ）、PCエンジンDuo、フィリップスのCD-i、セガサターン、メガCD、3DO、Amiga CD32、Commodore CDTV、Atari Jaguar CD（Atari Jaguar用の外部ドライブ）が存在する。いくつかのCD-ROMドライブはこのデータを読む事が可能である。2003年頃から、いくつかの単体DVDプレーヤーがCD+Gフォーマットをサポートしている。

## 実装
CD+Gフォーマットは、標準的なオーディオCDでは未使用であるチャンネルRからWまでを用いる。これら6ビットにグラフィック情報を格納する。
CD+Gシステムでは、16色（6ビット）グラフィックが300×216ピクセルのラスター・フィールドに表示される。

## Compact Disc + Extended Graphics

Compact Disc + Extended Graphicsのロゴ

Compact Disc + Extended Graphicsとは、1991年にRed Bookに規定されたCD+Gフォーマットの改良規格。CD-EG、CD+EG、CD+XGとも。CD+G同様、CD+EGは基本的なCD-ROM機能を利用し、再生される音楽に対してテキスト及びビデオ情報を表示する。この拡張データはサブコード・チャンネルRからWに格納される。CD+EGディスクが発売されたとしても極少数である。

### 仕様
- 288ピクセル/ライン
- 192ライン
- 256色